# Bandera de la provincia de Formosa
La bandera de la provincia de Formosa es uno de los símbolos oficiales de la misma, una de las 23 divisiones administrativas de la Argentina. Su motivo se inspira fundamentalmente en la ubicación de la provincia en el Cono Sur.

## Fundamento
La propuesta básica de este diseño surge de la ubicación de la Provincia de Formosa en el Cono Sur y el rol protagónico que le cabe en el marco de la integración regional y continental. Tomado éste como tema único de la propuesta dado la importancia geopolítica y asegura su proyección y permanencia en el tiempo.
Se intenta reflejar la presencia de Formosa en el corazón del continente, subrayando el proyecto de integración a través de su extensa frontera como invariante histórica.
El paño partido en tres campos representa el Cono Sur abrazado por los dos océanos, expresados en los colores celeste y blanco de la Bandera Nacional.
Es de destacar para una mejor comprensión de la ubicación geográfica de la Provincia en el país, al ser atravesada por el Trópico de Capricornio. Esto se ha marcado mediante una guirnalda de laureles que cruza todo el paño en sentido longitudinal. La estructura institucional de la provincia sintetiza en nueve estrellas dispuestas en el círculo a la altura del Trópico, componentes ya presentes en el Escudo Provincial.

## Historia
La idea de crear una bandera provincial en Formosa surge en el seno de la Convención Constituyente, convocada en 1991, con el objeto de reformar la Constitución Provincial del año 1957. 
En la sesión del día 14 de febrero de 1991, el diputado Miguel Bernardo Caja, solicita que se trate la reserva efectuada por el diputado Juan Carlos Díaz Roig.
De inmediato se puso a consideración el proyecto aludido, tratando aspectos formales, como ser la cantidad de años de residencia en la provincia de Formosa que debían tener los participantes en el concurso para la confección del diseño, o la calidad y monto de los premios establecidos para los ganadores. 
Los diputados convencionales que tuvieron mayor participación en los debates fueron: su mentor Juan Carlos Díaz Roig, Guillermo Francisco Evans, Héctor Abel García, Marta Alicia Kozameh, Bernardo Montoya, Hugo Adolfo Romero y Juan R. Bautista Veronesi. 
Por Resolución N° 25 del 14 de febrero de 1991 se resuelve llamar a concurso para el diseño de la bandera, señalando como fecha de vencimiento el día 28 del mes citado, aunque por diversas razones esta fecha se prorrogó hasta el 7 de marzo. 
El concurso fue de carácter provincial, estableciéndose 10.000.000 de australes y plaqueta recordatoria para el primer premio, dos menciones de honor (plaquetas) y diplomas recordatorios para todos los participantes. 
Aprobadas las Bases y condiciones para concurso de diseño de la Bandera de la Provincia de Formosa, se procedió a la designación de los jurados, distinción que recayó en las siguientes personas: Blanca Sosa, Neri Rumich, Hugo Orlando Del Rosso, Cirilo Sbardella y Aníbal Bibolini (Resolución N° 28).
Con fecha 14 de marzo, el jurado da a conocer un resumen del trabajo realizado y la selección del primer premio que recayó, por unanimidad, en la obra firmada con el seudónimo "Lapacho", que llevaba el número "26". 
Para la elección de dicha obra, el jurado consideró que "las fundamentaciones enunciadas por el autor (luego se sabría que eran dos) se ven concretadas en el diseño de la obra; logrando con gran poder de síntesis plástica un elevado valor simbólico, en una concepción de Provincia proyectada en una geopolítica Continental. 
Al día siguiente, con la presencia de los diputados presidentes de bloques, especialmente invitados por el jurado, se abrieron los sobres para determinar la identidad del autor de la obra premiada y de los seleccionados como finalistas. Los autores de la obra galardonada fueron María Beatriz Saez y Walter Willimburgh. 
Dos premisas importantes condicionaron el diseño: la primera, la condición de toda bandera de ser leída indistintamente por ambas caras, lo cual restringió el empleo de formas y textos; y la segunda, la simplicidad de trazado presentado en su reproducción a nivel escolar e institucional. 
La Honorable Convención Constituyente por Resolución N° 36 del 15 de mayo de 1991, aprueba en un todo lo actuado por el Jurado, haciéndoles presente a sus integrantes el agradecimiento del Honorable Cuerpo y estableciendo la "obligatoriedad del uso del símbolo, a partir de la fecha". 
La bandera, en opinión de varios diputados, formaría parte de un ambicioso proyecto de provincia llamada a jugar un rol preponderante en la región. Responde, asimismo, a una estrategia geopolítica y de desarrollo continental. De ahí que en el ítem 5 de las bases para el diseño de la bandera, al referirse a la simbología dice que: 

"...deberá ser una síntesis representativa de la identidad formoseña y su proyección".

De tal suerte la Bandera de Formosa, creada en plena vigencia de las instituciones democráticas, simboliza la vigorosa presencia de la provincia en el contexto nacional y su proyección en el futuro. 
Poco después que la Honorable Convención Constituyente aprobara la creación de la Bandera de la Provincia de Formosa, se llevó a cabo la presentación oficial de la misma en un solemne acto realizado en la intersección de la Av. 25 de Mayo y Belgrano.